# 839
839(팔백삼십구)는 838보다 크고 840보다 작은 자연수다.

## 수학
- 146번째 소수(素數)다. 앞의 소수는 829, 다음 소수는 853이다.
  - 22번째 안전 소수(↔ 419)다. 앞의 안전 소수는 719, 다음은 863이다.
  - 베르누이 수의 분자 {\displaystyle B_{66}}을 나눌 수 있는 비정규 소수다.
- {\displaystyle 839=157+163+167+173+179}
  - 연속하는 소수(素數) 5개의 합으로 나타낼 수 있으며, 이 성질을 지닌 앞의 수는 811, 다음 수는 863이다.
- {\displaystyle 839=2^{5}\times 3^{3}-5^{2}}

## 과학
- NGC 839(영어판): 고래자리 방향에 있는 렌즈형은하.

## 교통
- 839번 지방도: 전라남도 보성군 웅치면에서 화순군 이양면까지 이어지는 대한민국의 지방도.

## 문화유산
- 대한민국의 보물 제839호: 신법 지평일구

## 기타
- 연도: 839년, 기원전 839년